# Zenodoros (Mathematiker)
Zenodoros (altgriechisch Ζηνόδωρος) war ein antiker Mathematiker. Er lebte im 2. Jahrhundert v. Chr. und verfasste eine Abhandlung zum isoperimetrischen Problem.

## Herkunft und Lebenszeit
Über die Herkunft von Zenodoros ist nichts Gesichertes bekannt. Analysen zur Häufigkeit des Namens im Altertum zeigten, dass er in der griechischsprachigen Welt nur in Palästina und Syrien gebräuchlich, gelegentlich in der Kyrenaika und im ptolemäischen Ägypten anzutreffen und ansonsten mit Ausnahme von Attika extrem selten war.
In einer Biografie des Philosophen Philonides aus Laodikeia, gefunden auf einem Papyrus aus Herculaneum, wird ein dem Philonides bekannter Zenodoros erwähnt, im Zusammenhang mit Besuchen in Athen. Die Identität mit dem infrage stehenden Mathematiker wird angenommen und damit dessen Lebenszeit als die erste Hälfte des zweiten Jahrhunderts v. Chr. Sicher ist, dass Zenodoros jünger war als Archimedes, da er auf dessen Beweise zurückgriff.
Aufgrund der angesprochenen Umstände bevorzugt Gerald J. Toomer die Möglichkeit, dass der Mathematiker Zenodoros Athener war, und macht dabei besonders auf eine Familie aus dem Demos Lamptrai aufmerksam, in der der Name Zenodoros erblich war.

## Erwähnung durch antike Autoren
Außer in der Biografie des Philonides wird Zenodoros bei vier weiteren antiken Autoren namentlich genannt: Theon von Alexandria zitiert ausführlich seine – im Original verlorene – Abhandlung über isoperimetrische Figuren, Figuren gleichen Umfangs; Proklos schreibt, Zenodoros habe Vierecke mit einem überstreckten Winkel (an einer Ecke konkav) als Hohlwinklige (griechisch κοιλοδωνια) bezeichnet; Simplikios erwähnt Zenodoros’ mathematische Ausführungen zur Fläche von Figuren gleichen Umfangs und zum Volumen von Körpern gleicher Oberfläche. In der Schrift Über Brennspiegel des Diokles, von der lange Zeit nur Auszüge und erst seit den 1970er Jahren eine arabische Übersetzung bekannt waren, ist von einem dem Verfasser bekannten Zenodoros die Rede. Er wird dort allerdings als Astronom bezeichnet; zudem ist die Lesart des Namens in der vorliegenden arabischen Transkription eine Frage der Interpretation. Eine Bekanntschaft des Diokles mit dem Mathematiker Zenodoros würde zu dessen weithin angenommener Lebenszeit passen.

## Zenodoros’ Abhandlung zu isoperimetrischen Figuren
Als einziges Werk von Zenodoros ist die Abhandlung Über isoperimetrische Figuren (Περὶ ἰσοπεριμέτρων σχημάτων) überliefert; isoperimetrische Figuren sind solche gleichen Umfangs. Thema ist die Frage, welche geometrische Figur von allen gleichen Umfangs die größte Fläche umfasst und ihre Entsprechung im Räumlichen – auch als isoperimetrisches Problem bezeichnet. Die Abhandlung des Zenodoros ist die älteste bekannte Beweisführung zu dieser Frage.
In drei antiken Schriften findet sich die im Original verlorene Beweisführung. Als getreueste gilt die Wiedergabe im Buch I des Kommentars Theons von Alexandria zum Almagest; nur bei Theon wird auch Zenodoros als Verfasser genannt. In der Synagoge des Pappos und in einer Einführung zum Almagest eines anonymen Autors finden sich ähnliche Versionen, so dass angenommen werden kann, dass alle drei auf derselben Quelle fußen.

### Bedeutung des Themas in der Antike
Im antiken Griechenland war lange vor Zenodoros bekannt, dass die Größe einer Fläche nicht über ihren Umfang bestimmt werden kann, etwa die Größe einer Insel nicht über die bei ihrer Umschiffung benötigte Zeit. Um diesen Themenzusammenhang geht es auch beim Problem der Dido. Dass von allen Figuren gleichen Umfangs der Kreis die größte Fläche hat, die Kugel bei gleicher Oberfläche das größte Volumen aller Körper, liegt bei einfacher Anschauung nahe und wird von antiken Autoren auch angesprochen. Diese besondere Eigenschaft von Kreis und Kugel unterstreicht die in der Antike auch anderweitig begründete Sonderstellung der beiden Formen.

### Bewiesene Sätze und Rückgriff auf Archimedes
Die wichtigsten von Zenodoros bewiesenen Sätze für die Ebene sind:
- Von den geradlinigen, regelmäßigen, also gleichseitigen und gleichwinkligen, Vielecken mit gleichem Umfang ist das mit der größeren Eckenzahl das größere.
- Bei gleichem Umfang ist der Kreis größer als ein geradliniges regelmäßiges Vieleck.
- Von geradlinigen Vielecken mit gleicher Seitenzahl und gleichem Umfang ist das größte gleichseitig und gleichwinklig.

Darüber hinaus enthält die Abhandlung eine Argumentation für den dreidimensionalen Raum, also dafür, dass die Kugel größer ist als alle Körper mit gleicher Oberfläche.
Zenodoros benutzt bei seiner Beweisführung den Satz des Archimedes, dass ein Rechteck aus dem Umfang und dem Radius eines Kreises doppelt so groß ist wie der Kreis.
Die Sätze des Zenodoros sind in mehrfacher Hinsicht nicht hinreichend, die Maximumeigenschaft des umfanggleichen Kreises hinsichtlich der Fläche zu beweisen. Zum einen wird vorausgesetzt, dass die verglichenen geometrischen Figuren und Körper konvex sind. Bei den Körpern werden nur Körper mit durch vier teilbarer Flächenzahl herangezogen. Ein endgültiger Beweis unter Einschluss der Existenz einer Lösung für die maximale Fläche isoperimetrischer Figuren wurde erst im 19. Jahrhundert geführt; dabei kamen Methoden der Integralgeometrie zum Einsatz.

### Späteres Aufgreifen des Beweisganges
Die Beweise des Zenodoros sind in mehreren mittelalterlichen Handschriften erhalten. In seinem Buch Geometria speculativa legt Thomas Bradwardine eine eigene Argumentation für die Maximumeigenschaft des isoperimetrischen Kreises und der oberflächengleichen Kugel vor, hält sich dabei aber bei der Abfolge der Schritte an die Abhandlung des Zenodoros. Jakob Steiner führte im 19. Jahrhundert Einfache Beweise der isoperimetrischen Hauptsätze; bei einer seiner Beweismethoden, der als Symmetrisierungsverfahren bekannt gewordenen, verfolgt er wie Zenodoros den Ansatz über Vielecke als Vergleichsfiguren.